# Odontomyia bulbifrons
Odontomyia bulbifrons är en tvåvingeart som först beskrevs av James 1950.  Odontomyia bulbifrons ingår i släktet Odontomyia och familjen vapenflugor.
Artens utbredningsområde är Madagaskar. Inga underarter finns listade i Catalogue of Life.